# オデッセイ-ザ・ベスト・コレクション
『オデッセイ～ザ・ベスト・コレクション』（ODYSSEY THE DEFINITIVE COLLECTION ）は、ヴァンゲリスが2003年に発表したベスト・アルバム。ヴァンゲリス本人がリミックス/リマスタリングを担当している。

## 収録曲
1. パルスター - Pulstar (5:24)
2. 讃歌 - Hymn (2:43)
3. 炎のランナー（メイン・テーマ） - Main Theme from 'Chariots of Fire' (3:31)
4. ミッシング（メイン・テーマ） - Main Theme from 'Missing' (3:57)
5. ブレードランナー（ラヴ・テーマ） - Love Theme from 'Blade Runner' (4:54)
6. ブレードランナー（エンド・タイトルズ） - End Titles from 'Blade Runner' (4:10)
7. タオ・オブ・ラヴ - The Tao of Love (2:19)
8. 南極物語（メイン・テーマ） - Main Theme from 'Antarctica' (3:52)
9. カヴァフィ（メイン・テーマ） - Main Theme from 'Cavafy' (2:49)
10. バウンティ/愛と反乱の航海（オープニング・タイトルズ） - Opening Titles from 'Mutiny On The Bounty' (3:52)
11. 新大陸発見/コロンブスのテーマ - Conquest Of Paradise (6:08)
12. 海辺の少女 - La Petite Fille De La Mer (5:54)
13. 子供 - L'Enfant (4:57)
14. アンセム～2002 FIFA World Cup 公式アンセム - Anthem - 2002 FIFA World Cup Official Anthem (2:58)
15. ケルティック・ドーン - Celtic Dawn (4:06)
16. ムーブメント1（「Mythodea」より） - Movement 1 from 'Mythodea' (5:23)
17. アイル・ファインド・マイ・ウェイ・ホーム - I'll Find My Way Home (Jon & Vangelis) (4:30)
18. ステート・オブ・インディペンデンス - State Of Independence (Jon & Vangelis) (4:59)

- 2.はアルバム「野生」に収録された原曲のリマスター版であり、「ポートレイツ」に収録された合唱バーションとは異なる。
- 3.は元のアルバム「炎のランナー」では「タイトルズ - Titles」の曲名で収録。
- 9.は1996年のギリシャ映画「Cavafy（Kavafisとも表記）」のサウンドトラックで未発表曲。
- 14.は日本国内盤及び米国盤での収録内容。英国盤(981 314-9)では「Alpha」（原曲はアルバム「反射率0.39」に収録）の再リミックスバージョン（「ポートレイツ」収録のリミックス版にさらに音色を付加したもの。ただし、5分13秒でフェイド・オフ）が収録されている。
- 15.は新曲。
- 17./18.はジョン・アンド・ヴァンゲリスの作品。ヴァンゲリスによってリミックスされていない為、ボーナス・トラックとなっている[1]。
- 6./8./14.は曲の一部を収録。